# Ламія Ессааді
Ламія Ессааді (нар. 1 січня 1979) — колишня марокканська тенісистка.
Найвищу одиночну позицію світового рейтингу — 469 місце досягла 30 квітня 2001, парну — 398 місце — 9 листопада 1998 року.
Здобула 1 одиночний титул туру ITF.
Завершила кар'єру 2009 року.

## Фінали ITF
| турніри $25,000 |
| турніри $10,000 |

### Одиночний розряд: 3 (1–2)
| Результат | W–L | Дата     | Турнір                                     | Рівень | Покриття | Суперниця            | Рахунок     |
| --------- | --- | -------- | ------------------------------------------ | ------ | -------- | -------------------- | ----------- |
| Поразка   | 0–1 | Тра 2000 | ITF Казерта, Італія                        | 10,000 | Ґрунт    | Марія Емілія Салерні | 4–6, 1–6    |
| Перемога  | 1–1 | Сер 2008 | ITF Рабат, Марокко                         | 10,000 | Ґрунт    | Ліза Сабіно          | 7–6(4), 6–2 |
| Поразка   | 1–2 | Жов 2008 | ITF Vila Real de Santo António, Португалія | 10,000 | Ґрунт    | Надя Лаламі          | 1–2 ret.    |

### Парний розряд: 1 (фіналістки)
| Результат | W–L | Дата     | Турнір               | Рівень | Покриття | Партнерка        | Суперниці                       | Рахунок  |
| --------- | --- | -------- | -------------------- | ------ | -------- | ---------------- | ------------------------------- | -------- |
| Поразка   | 0–1 | Лис 1999 | ITF Ісмаїлія, Єгипет | 10,000 | Ґрунт    | Monique Le Sueur | Сабіна да Понте Сілвія Урічкова | 1–6, 2–6 |

## Участь у Кубку Федерації

### Одиночний розряд
| Розіграш                                           | Стадія | Дата           | Місце            | Супротивник | Покриття | Суперниця         | W/L | Рахунок  |
| -------------------------------------------------- | ------ | -------------- | ---------------- | ----------- | -------- | ----------------- | --- | -------- |
| Кубок Федерації 2008 зона Європа/Африка, група III | R/R    | 22 квітня 2008 | Єреван, Вірменія | Єгипет      | Ґрунт    | Aliaa Fakhry      | W   | 6–1, 6–2 |
| Кубок Федерації 2008 зона Європа/Африка, група III | R/R    | 24 квітня 2008 | Єреван, Вірменія | Молдова     | Ґрунт    | Катерина Васеніна | W   | 6–2, 6–1 |
| Кубок Федерації 2008 зона Європа/Африка, група III | R/R    | 26 квітня 2008 | Єреван, Вірменія | Фінляндія   | Ґрунт    | Гейні Салонен     | W   | 6–2, 6–3 |

## Юніорські фінали ITF

### Парний розряд (2–0)
| Результат | W–L | Дата          | Турнір              | Рівень | Покриття | Партнерка         | Суперниці                  | Рахунок       |
| --------- | --- | ------------- | ------------------- | ------ | -------- | ----------------- | -------------------------- | ------------- |
| Перемога  | 1–0 | вересень 1995 | Гіза, Єгипет        | G5     | Тверде   | Хабіба Іфрах      | Бірґіт Крелль Каті Вольнер | w/o           |
| Перемога  | 2–0 | липень 1996   | Касабланка, Марокко | G5     | Тверде   | Мер'єм Ель Хаддад | Сара Абаза Назлі Ель Саваф | 6–4, 3–6, 6–0 |